# Carelios

Bandera de los carelios

Los carelios (en carelio: karjalaižet) son una etnia perteneciente a los pueblos fino-bálticos que habitan en Carelia, entre Rusia y Finlandia, y otras zonas rusas como Tver, San Petersburgo, Arcángel, Moscú y Kémerovo. Hablan el idioma carelio, que tiene tres dialectos y es idéntico al finés en su forma escrita. En el año 2000 había aproximadamente 504 000 personas de esta etnia en Europa, cifra que ha ido progresivamente disminuyendo en el tiempo, considerando que ya para el año 2010 solo quedaban 60 815 carelios en Rusia.
El nacionalismo carelio ha sido desde la independencia de Finlandia constantemente reprimido en la Unión Soviética como en Rusia. En la actualidad está prohibido y penado por la ley rusa las manifestaciones públicas y actos de apoyo hacia el independentismo de Carelia.

## Idioma

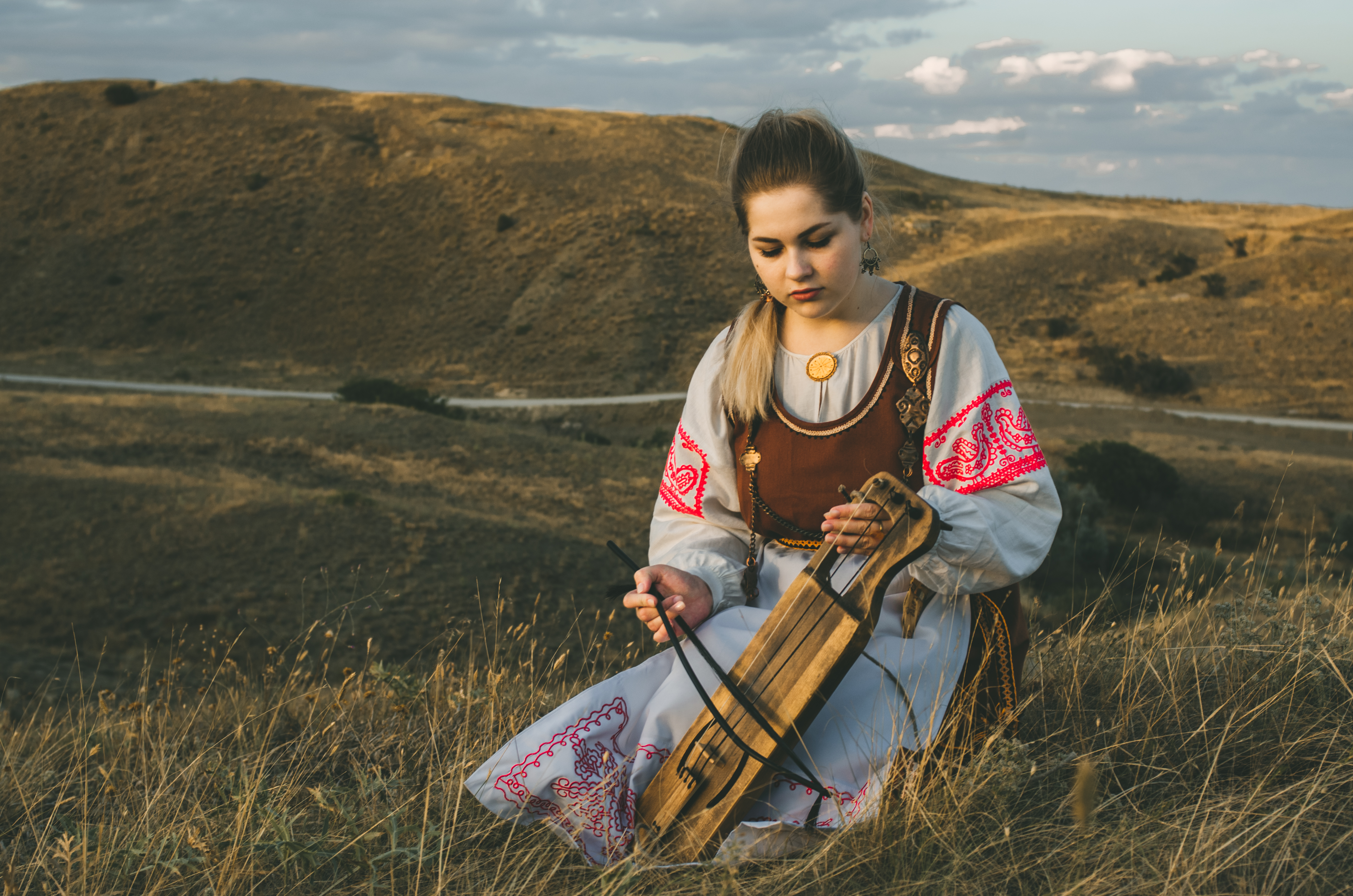
Mujer carelia tocando Jouhikko

Los carelios hablan el idioma carelio, que tiene tres dialectos conocidos. El carelio estándar es el mayoritario y tiene en torno a los 40 000 hablantes. También hay dialectos menos hablados, aunque a veces se consideran lenguas independientes.[cita requerida] El carelio olonetsiano o livio se habla en el sur de Carelia y destaca en la ciudad de Olónets; tiene 25 000 hablantes. El ludiano, que tiene muchas similitudes con el idioma vepsio, se considera a menudo como lengua distinta; tiene 2000 hablantes.
El Kalevala, libro que narra las poesías, epopeyas y las leyendas del suomenusko (neopaganismo finés) se escribió en carelio.[cita requerida]

## Origen
Alrededor del siglo viii, los carelios, nómadas de la cuenca del Volga, se asentaron en la meseta de Carelia, la ribera sur del Lago Saimaa y el este de los lagos de Finlandia . La primera mención escrita de Carelia (Karelia) y los carelios ocurre en las fuentes escandinavas. Varias sagas y crónicas escandinavas antiguas se refieren a Karelia, a veces como Karjalabotn, Kirjalabotnar o Kirjaland, lo que significa que los vikingos conocían a Karelia ya en el siglo VIII. Otra mención sobre los carelios en fuentes escandinavas la contiene la Crónica de Erik. Parte de la Crónica menciona una incursión de Carelia a la entonces notable ciudad sueca de Sigtuna en 1187 y su posterior saqueo. Esta mención de las incursiones de Carelia en Suecia en la crónica de Erik se da como la principal razón para fundar Estocolmo, la actual capital de Suecia.
La primera mención de los carelios en las antiguas crónicas rusas data de 1143, cuando la Crónica de Nóvgorod menciona que los carelios asaltaron la vecina Tavastia (Häme). Las antiguas crónicas rusas se referían a los antiguos carelios como Koryela. Hasta finales del siglo XIII, los carelios disfrutaron de un período de independencia y autogobierno. Sin embargo, cuando los carelios entraron en contacto con Nóvgorod, algunos de ellos comenzaron a participar en la política interna y externa de Nóvgorod. Las crónicas rusas mencionan una incursión conjunta de Nóvgorod y los carelios en Tavastia en 1191. 
En el siglo XIII, la relación de Carelia con Nóvgorod experimentó cambios significativos, desde la asociación y la alianza hasta el dominio gradual de este último sobre los carelios a finales del siglo XIII: En 1227, se intentó convertir a los carelios en ortodoxos orientales y en 1253 los carelios ayudaron a Nóvgorod en su guerra contra los estonios. Sin embargo, a medida que la alianza entre Nóvgorod y los carelios se transformaba en dominación surgieron los desencuentros entre ambos, situación que explica el intento en 1269 del Duque de Nóvgorod de enfrentar a los carelios con sus tropas y de la que desistió por recomendación de sus propios consejeros. A finales del XIII, mientras Novgorod intentó sin éxito someter a los carelios, Suecia sí logró someter a las tribus finlandesas vecinas. Los suecos asaltaron las tierras de Carelia, comenzaron a convertir a la población local al catolicismo romano e intentaron asegurar su dominio completo con la construcción de castillos en el territorio carelio.

## Religión
Los carelios que viven en Rusia siguen mayoritariamente el cristianismo ortodoxo, mientras que los que habitan en Finlandia suelen ser luteranos. Esto se debe a que la región fue dividida entre el reino de Suecia y los diferentes estados rusos, como la República de Nóvgorod, el Principado de Moscú o el Zarato ruso.[cita requerida]